# Споменик Слобода (Кочани)
|  | Овај чланак је део чланка о Споменицима посвећеним Народноослободилачкој борби 1941—1945. |

Споменик „Слобода“ (мкд. Споменик на слободата) је монументални спомен-комплекс у Кочанима, саграђен на брду Локубија у северозападном делу града. Комплекс се састоји од масивних зидних конструкција на којима се налазе мозаици које је израдио сликар Глигор Чемерски. Кружног је облика са централно постављеном сценом и с амфитеатрално поређаним седиштима.

## Историја
Споменик је грађен од 1975. до 1977. године. Преко радних колектива осигурано је око 800.000 немачких марака (400.000 евра) за материјал потребан за изградњу споменика. На распуисаном конкурсу архитектонско и уметничко остварење споменика пријавио се велик број уметника из целе Југославије. Комисија је одабрала уметничко-архитектонско решење Глигора Чемерског и Радована Рађеновића.
Споменик је у целости био завршен до 1981. године и свечано отворен на Дан Републике, исте године. Отворењу је присуствовао велик број грађана, гостију, културних уметника и политичких радника.

## Опис споменика
Отворењем споменика, град Кочани добио је остварење високе уметничке вредности. На мозаику великом 335 м2 овековечена је борба македонског народа од Илинданског устанка до Народноослободилачке борбе, те послератна социјалистичка изградња. На споменику се налази и списак имена палих бораца током Илинданског устанка и Народноослободилачке борбе из Кочана и околних места.
Осим меморијалне и комеморационе функције, простор споменика заузима и амфитеатрална сцена, на чијем су се простору одржавале разне свечаности, позоришне представе и остала збивања. Споменик је проглашен спомеником културе и као такав је уврштен у регистар Републичког завода за заштиту споменика културе.
Након стицања независности Северне Македоније, спомен-комплекс је од 1990-их био запуштен и знатно оштећен. Појединци су откидали делове мозаика и шарали графите по споменику. Године 2004, оштећења су поправљена, а споменик очишћен.